# أليخاندرو تروخيو
أليخاندرو تروخيو (بالإسبانية: Alejandro Trujillo)‏ هو لاعب كرة قدم تشيلي في مركز الوسط، ولد في 26 مارس 1952 في أيستاكيون في تشيلي، وتوفي في 6 يناير 2020 في سانتياغو في تشيلي. لعب مع أوداكس إيتاليانو.

## وصلات خارجية
- أليخاندرو تروخيو على موقع ناشيونال فوتبول تيمز (الإنجليزية)
- أليخاندرو تروخيو على موقع عالم كرة القدم.نت (الإنجليزية)